# Chapelle Notre-Dame-du-Rosaire de Roanne
Pour les articles homonymes, voir Chapelle Notre-Dame-du-Rosaire.
 (juin 2019).
Si vous disposez d'ouvrages ou d'articles de référence ou si vous connaissez des sites web de qualité traitant du thème abordé ici, merci de compléter l'article en donnant les références utiles à sa vérifiabilité et en les liant à la section « Notes et références ».
La Chapelle Notre-Dame-du-Rosaire est située dans le quartier de Paris, ou faubourg de Paris, à Roanne. C'est une chapelle, de type moderne, dédiée à Notre-Dame du Rosaire et au sein de laquelle est pratiqué le rite tridentin appelé aussi forme extraordinaire du rite romain.

## Historique

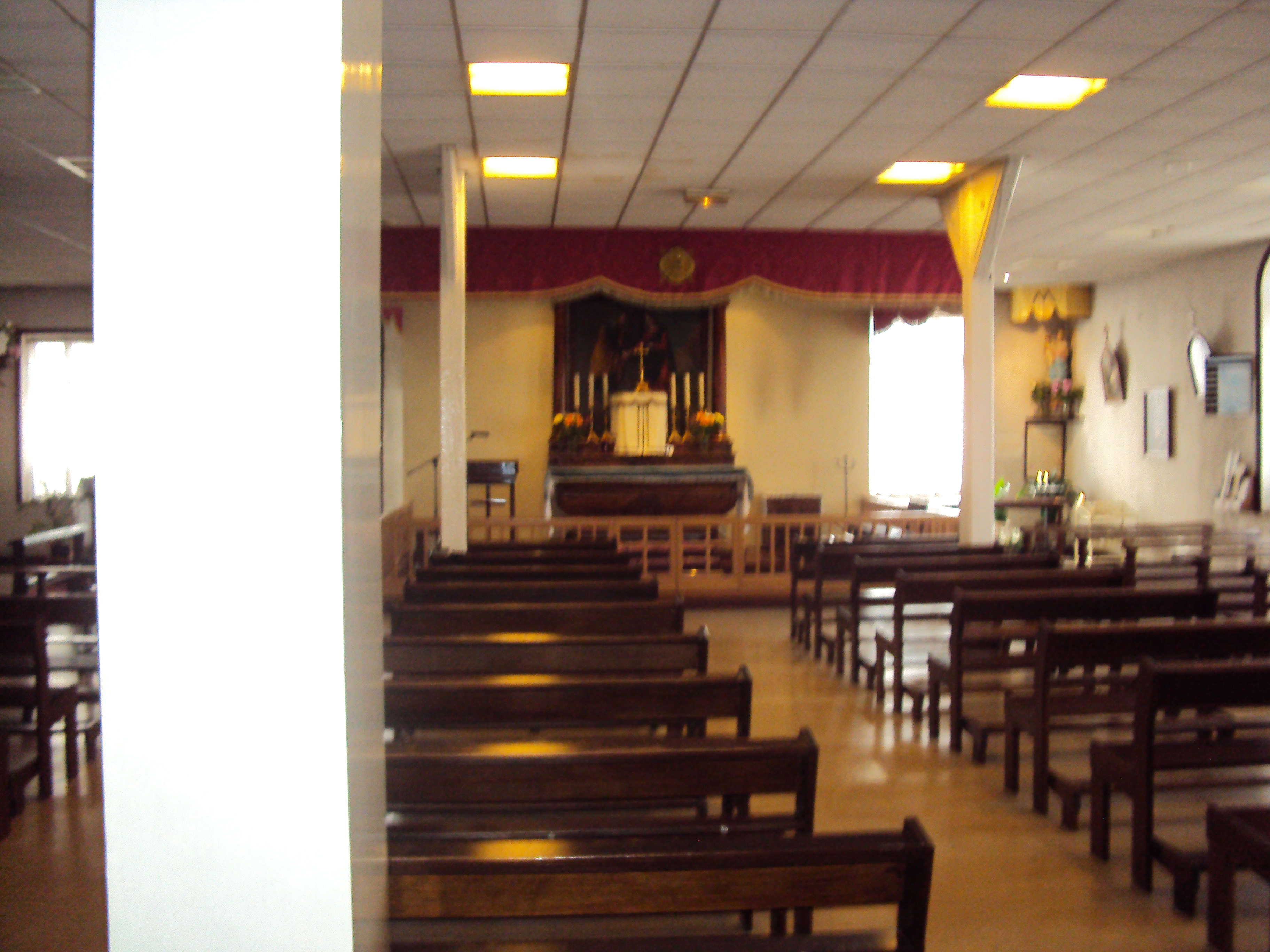
Chœur et intérieur de la chapelle

À la suite de la promulgation de la messe de Vatican II en 1969, le père Guérard des Lauriers venait souvent dans le Brionnais et le Roannais puis commença à mener la messe tridentine à Renaison bien que parfois relayé par des prêtres amis de la communauté traditionaliste locale. En 1976, la communauté requit les services de l'abbé Paul Aulagnier qui passa donc sous l'égide de la Fraternité sacerdotale Saint-Pie-X, puis par la suite, fut affiliée au prieuré Saint-François-Régis. Les offices furent ensuite, et pendant quelques mois, célébrés en la chapelle du château d'Hervest (à Villerest). En 1980, la communauté traditionaliste revint à Roanne en aménageant une chapelle, place des Promenades, avant de la relocaliser, en 1986, rue Georges Plasse.
Cependant, en 1993, la fraternité acheta, rue Marx Dormoy, un local plus conforme à ses besoins; une bonneterie venant alors de fermer. En janvier 1994, Mgr de Galarreta procéda à la bénédiction de la chapelle.